# Hans-Bernd Kittlaus
Hans-Bernd Kittlaus ist ein deutscher Informatiker, Unternehmer, Consultant, Trainer, Linien- und Projektmanager und Autor.
Kittlaus studierte Informatik an der Universität Dortmund. Nach Werkstudententätigkeiten bei IBM und anderen Unternehmen startete er als Forscher im Forschungszentrum von AEG-Telefunken in Ulm. 12 Jahre lang war er bei IBM in Böblingen und Stuttgart als Softwareentwickler, Projektleiter und Manager tätig. Er war verantwortlich für große Software-Entwicklungsprojekte sowie das Produktmanagement für ein IBM Mainframe Betriebssystem (weltweit) und für IBM’s Datenbank- und Anwendungsentwicklungsprodukte (in Europa). Danach arbeitete er als Direktor im Informatikzentrum der Sparkassenorganisation in Bonn, wo er die Verantwortung für große Business Process Reengineering und Entwicklungs-Projekte sowie die Themen Unternehmensarchitektur, Database Marketing (CRM) sowie Methoden trug. Seitdem leitet er sein eigenes Consulting- und Schulungsunternehmen. Seine Arbeitsschwerpunkte liegen an der Schnittstelle zwischen Geschäfts- und IT-Bereich, insbesondere im Thema Software Product Management.
Kittlaus ist Vorstandsvorsitzender der ISPMA e.V. (International Software Product Management Association), sowie langjähriges Mitglied der Gesellschaft für Informatik und ACM. Er hat zahlreiche Fachbücher und -artikel verfasst und hält regelmäßig Vorträge auf Konferenzen und an Universitäten und gibt zahlreiche Trainings zum Thema Software Product Management.
Parallel zu seiner beruflichen Tätigkeit schreibt Hans-Bernd Kittlaus seit mehr als 30 Jahren Artikel über Jazz für das Jazz Podium und andere Fachzeitschriften. Er ist Vorstandsmitglied der Cologne Jazz Supporters e.V., des gemeinnützigen Fördervereins für den Jazz in Köln und Umgebung, sowie im Leitungsgremium des gemeinnützigen From Jazz With Love e.V., des Trägervereins eines neuen Jazz Festivals im Kloster Heisterbach, Königswinter.

## Publikationen
- mit Samuel A. Fricker: Software Product Management. The ISPMA-Compliant Study Guide and Handbook, Springer, Heidelberg/New York 2017, ISBN 978-3-662-56871-2.
- mit Peter N. Clough: Software Product Management and Pricing, Springer, Heidelberg/New York 2009, ISBN 978-3-642-09570-2.
- mit Christoph Rau, Jürgen Schulz: Software-Produkt-Management. Nachhaltiger Erfolgsfaktor bei Herstellern und Anwendern, Springer, Heidelberg 2004, ISBN 978-3-642-62334-9
- (Hrsg.): Database Marketing. Konzepte – Erfolgsfaktoren – Umsetzung, Deutscher Sparkassenverlag, Stuttgart 2001, ISBN 978-3-09-305962-9.
- mit R. Göbel (Hrsg.): Business Process Reengineering und Produktivitätssteigerungsprogramm, Deutscher Sparkassenverlag, Stuttgart 1999, ISBN 978-3-09-305935-3